# Adam Meus
Adam Meus (ur. 16 października 1925, zm. 1 lutego 2000) – polski konstruktor lotniczy, szybownik.

## Życiorys
Urodził się we Lwowie. Przed wybuchem II wojny światowej w Krakowie ukończył dwie klasy gimnazjum, tam też w 1943 r. ukończył średnią szkołę techniczną. W tym samym roku wstąpił do Armii Krajowej.
W 1945 r. rozpoczął studia na Wydziale Samochodowo-Lotniczym Akademii Górniczo-Hutniczej w Krakowie. Działalność niepodległościową kontynuował w oddziale dywersyjnym Narodowej Organizacji Wojskowej (NOW). Został aresztowany w 1946 r., był sądzony na procesie pokazowym. Symulując chorobę psychiczną uniknął skazania.
Przeniósł się do Wrocławia gdzie, zataiwszy informacje o swej działalności konspiracyjnej, wstąpił na Wydział Mechaniczny Politechniki Wrocławskiej. W 1952 r. w Sekcji Lotniczej uzyskał dyplom mgr inż. mech. specjalności budowa płatowców. W latach 1949–1956 był asystentem w Katedrze Elementów Maszyn na Politechnice Wrocławskiej.
Od 1956 r. rozpoczął pracę w przemyśle szybowcowym. W 1956 r. zorganizował Zakład Sprzętu Lotnictwa Sportowego nr 4 we Wrocławiu, jako filię Szybowcowych Zakładów Doświadczalnych w Bielsku-Białej i był jego kierownikiem do 1963 r. Uruchomił tam produkcję szybowców SZD-12 Mucha 100, SZD-10 Czapla i SZD-24 Foka.
W 1963 r. przeszedł do pracy w biurze konstrukcyjnym Szybowcowych Zakładów Doświadczalnych w Bielsku.
Będąc na emeryturze, pracując na niepełnym etacie, zaprojektował dalsze rozwinięcie Puchacza - szybowiec SZD-54 Perkoz. W 1972 r. był członkiem zespołu, który za opracowanie rodziny szybowców Foka otrzymał nagrodę państwową.
Był autorem publikacji: "Trzeba pomyśleć o motoszybowcach" z 1970 r. (współautor) oraz "Klejony dźwigar metalowy skrzydła szybowca – konstrukcja" w materiałach z narady naukowo-technicznej "Wybrane zagadnienia klejenia konstrukcji lotniczych" z 1973 r.
Pilot szybowcowy II klasy, członek zarządu Sekcji Szybowcowej, a następnie członek zarządu Aeroklubu Bielsko-Bialskiego. Był członkiem Stowarzyszenia Inżynierów i Techników Mechaników Polskich (SIMP), pełnił funkcję przewodniczącego Zakładowej Komisji Rozjemczej i sekretarza Rady Zakładowej. W 1980 r. stanął na czele strajku w SZD, w wyniku którego została zmuszona ustąpić dyrekcja zakładu.
Był odznaczony Krzyżem Kawalerskim Orderu Odrodzenia Polski, Nagrodą Państwową I stopnia w dziedzinie konstrukcji lotniczych, Srebrnym Krzyżem Zasługi, Brązowym Medalem za Zasługi dla Obronności Kraju, odznaką Zasłużonego Działacza Lotnictwa Sportowego, Nagrodą NOT II stopnia, odznaką Za Zasługi dla APRL, odznaką Zasłużonego Działacza LOK, Złotą Odznaką za Zasługi dla Województwa Katowickiego.
Zmarł 1 lutego 2000 w Krakowie i jest pochowany na cmentarzu Salwatorskim.

## Konstrukcje, w opracowaniu których brał udział
- SZD-9 bis 1E Bocian E
- SZD-36 Cobra 15
- SZD-39 Cobra 17
- SZD-44
- SZD-47 Klub
- SZD-50 Puchacz
- SZD-54 Perkoz